# Veronica Hardstaff
Veronica Hardstaff (n. 23 octombrie 1941) este un om politic britanic, membru al Parlamentului European în perioada 1994-1999 din partea Regatului Unit.
1. ↑  Deputații în Parlamentul European